# 2754 Єфімов
2754 Єфімов (2754 Efimov) — астероїд головного поясу, відкритий 13 серпня 1966 року.
Тіссеранів параметр щодо Юпітера — 3,602.
Названий на честь Михайла Єфімова.